# Helmut Müssener
Helmut Müssener (geboren 16. November 1936 in Mülheim an der Ruhr) ist ein deutscher Literaturwissenschaftler.

## Leben
Nach dem Studium der Geographie, Germanistik und Geschichte an den Universitäten Bonn, Mainz und Uppsala und der Promotion 1964 in Mainz zum Dr. phil. war er Professor für Germanistik, insbesondere deutschsprachige Literatur, an der Universität Stockholm.

## Schriften (Auswahl)
- August Strindberg „Ein Traumspiel“. Struktur und Stilstudien. Meisenheim am Glan 1965, OCLC 878209200.
- Exil in Schweden. Politische und kulturelle Emigration nach 1933. München 1974, ISBN 3-446-11850-0.
- Deutsche Literatur oder deutschsprachige Literaturen? Tendenzen und Fragezeichen. Stockholm 1980, OCLC 20168184.
- Deutschsprachige Belletristik in schwedischer Übersetzung 1870–1979. Bibliographie und Kommentar. Stockholm 1985, ISBN 91-22-00754-7.